# دينيس كابوتو
دينيس كابوتو (بالإسبانية: Denis Caputo)‏ هو لاعب كرة قدم أرجنتيني، ولد في 21 سبتمبر 1989 في قرطبة في الأرجنتين. لعب مع بانفيلد.

## وصلات خارجية
- دينيس كابوتو على موقع قاعدة بيانات كرة القدم.إي يو (الإنجليزية)
- دينيس كابوتو على موقع Soccerway.com (الإنجليزية)